# Отношения Гвинеи-Бисау и Израиля
Отношения Гвинеи-Бисау и Израиля — двусторонние международные дипломатические исторические и настоящие отношения между Гвинеей-Бисау и Израилем.
Отношения между двумя странами были установлены в марте 1994 года. Израиль представлен в Гвинее-Бисау нерезидентным послом, который работает в Сенегале. В настоящее время послом является Пол Хиршзон (Paul Hirschson).

## История
В июле 2013 года баскетбольная команда Гвинеи-Бисау впервые приняла участие в XIX Маккабиаде в Израиле. Она потерпела поражение от сборной России со счётом 91:48. Одним из членов команды был баскетболист Мотти Иферган (Motti Ifergan), который родился в Израиле.
В июне 2016 года израильский премьер-министр Биньямин Нетаньяху встретился с представителями Гвинеи-Бисау на саммите ECOWAS в Монровии, Либерия.
В декабре 2016 года в Израиле прошла трёхдневная международная сельскохозяйственная конференция, организованная совместно МАШАВом и ECOWAS, на которую были приглашены министры сельского хозяйства и официальные лица из 13 африканских стран. В том числе на ней присутствовали высшие официальные лица из Гвинеи-Бисау.
В 2017 году израильский посол Хиршзон, аккредитованый в Сенегале, посетил Гвинею-Бисау в рамках рабочего визита. Он встретился с министром иностранных дел, министром природных ресурсов, главой правительства и президентом Жозе Мариу Вашем. Посол Хиршзон пригласил министра природных ресурсов Гвинеи-Бисау на международную конференцию по водным технологиям, которая пройдёт в сентябре 2017 года в Израиле, а также призвал власти африканской страны открыть представительство в Тель-Авиве для укрепления отношений между двумя странами. В свою очередь президент Жозе Мариу Ваш пообещал поддержать Израиль в вопросе получения статуса страны-наблюдателя при Африканском союзе.
В апреле 2024 года пропалестинские активисты намеревались организовать так называемую «Флотилию свободы». В неё входили три корабля, которые намеревались доставить гуманитарный груз из Турции в сектор Газы на фоне операции «Железные мечи». Два из этих кораблей ходили под флагом Гвинеи-Бисау, которая перед выходом их в море отозвала право пользоваться её флагом, из-за чего корабли не смогли покинуть порт. Организаторы флотилии назвали это решение «политическим» и обвинили Гвиную-Бисау в «соучастии израильской кампании».